# 汉纳姆公园

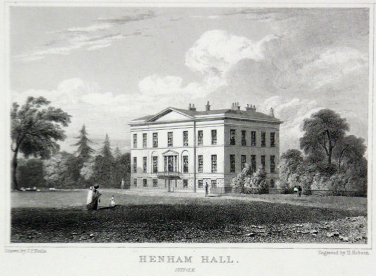
1829 年的汉纳姆礼堂，由第一代斯特德布鲁克伯爵约翰·劳斯 (John Rous)于1790年建造，由詹姆斯·怀亚特 (詹姆斯·懷亞特)设计；1953年拆除

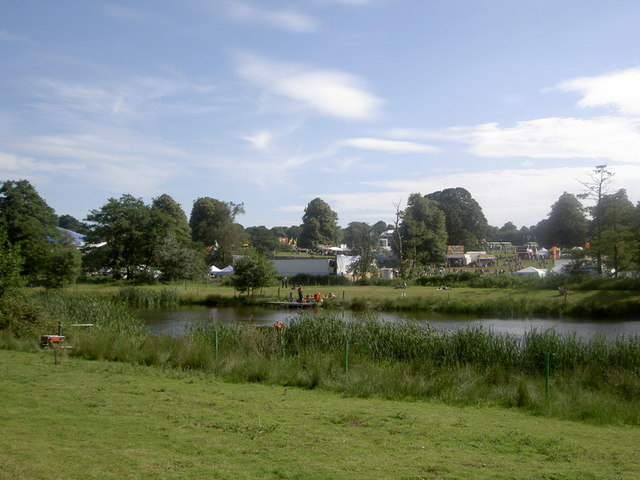
2007年在汉纳姆公园举行的Latitude Festival，超过 20,000人参加

汉纳姆公园是英国萨福克郡Blythburgh村以北的Wangford 教区和汉纳姆的历史悠久的4200英亩（1700公顷）庄园。公园东部与A12 公路相邻，西部与A145公路相邻，两条公路在庄园南部交汇。该庄园曾经是斯特德布鲁克伯爵的所在地。1953年，第四代伯爵拆除了名为汉纳姆礼堂的乔治亚式莊園大屋 。
该庄园目前的业主是基思·劳斯，斯特德布鲁克第六代伯爵（生于1937年），曾经在澳大利亚维多利亚州邓多尼尔（Dundonnell） 的 芬山牧场（Mount Fyan's Station）拥有5,900公顷（14,580英亩）的牧场。他在1989年购买了这个牧场，并在2016年以3400万澳元（1900万英镑）的价格出售。  该庄园的管理者、第六代伯爵的幼子赫克托·劳斯（Hektor Rous）宣布了一项价值6000万英镑的重建计划，包括建造一家大型酒店。 该公园是艺术和音乐节Latitude节的举办地，还在全年举办其他活动。

## 历史

### 狩猎公园
最初的汉纳姆土地是位于历史上的汉纳姆民用教区的狩猎场，是萨福克郡德拉波兰伯爵的所在地，萨福克郡的温菲尔德城堡，建有一个木结构建筑，拥有自己的保护护城河。

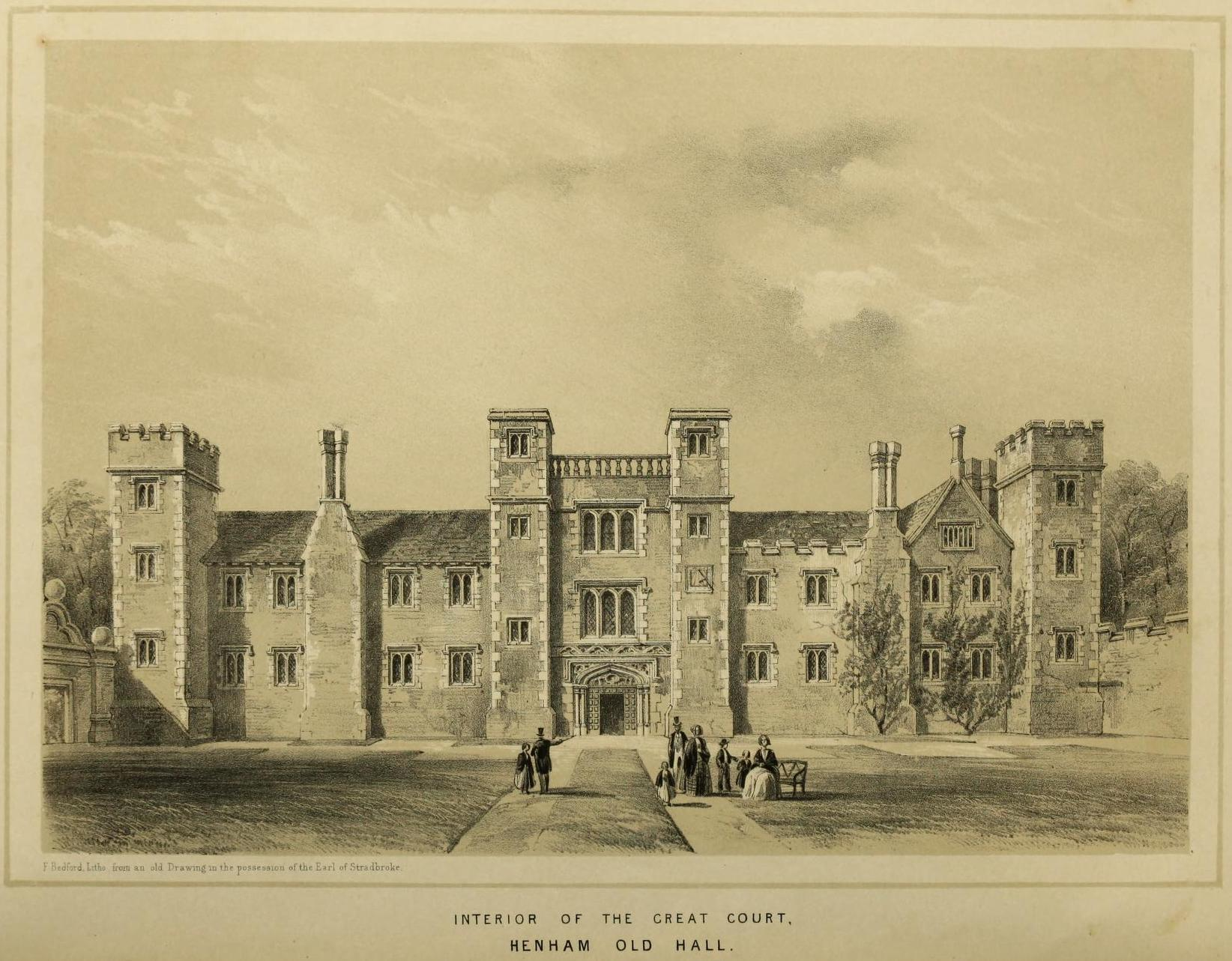
庭院内的汉纳姆旧礼堂 的都铎式正面，基于旧图画

然而在 1513 年，亨利八世国王下令处决埃德蒙·德拉波尔，并将其财产授予他的朋友查尔斯·布兰登，第一代萨福克公爵，后者在古老的中世纪木结构建筑前建造了一座精美的都铎风格房屋，距离原址约200码（180米）。这座房子两侧有宽阔的围墙花园，并围成一个大庭院。  1538年有鹿园的记录存在于此。 
在1545年，布兰登去世后，国王将汉纳姆赐予布莱斯堡的亚瑟·霍普顿爵士，并立即将庄园卖给了萨福克郡斯特德布鲁克附近丹宁顿骑士安东尼劳斯爵士。 1575 年，地图制作者克里斯托弗·萨克斯顿 (Christopher Saxton)代表汉纳姆在他的萨福克地图上画了一个公园的位置。 
1773 年，约翰·劳斯爵士，第六代男爵（来自 1821 年第一代斯特德布鲁克伯爵）正在威尼斯巡回演出时，他醉酒的管家在蜡烛上发生意外，引发了一场大火，烧毁了这座建筑。  30,000 英镑的损失代表了八年的遗产收入，而巨大的打击意味着他要过二十年才能负担得起重建。 
这种结构是 2013 年 1 月第 4 频道电视连续剧《时间团队》中一集的主题

### 格鲁吉亚大厅

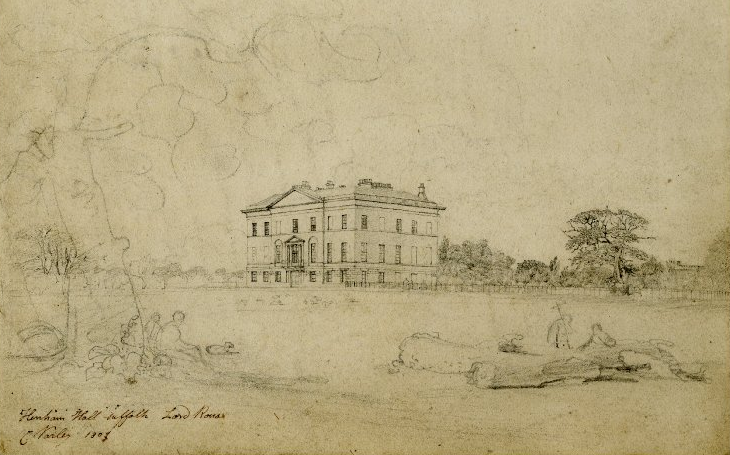
1801 年的汉纳姆礼堂，由Cornelius Varley绘制，然后是劳斯勋爵的绘画指导

1790 年，约翰爵士（后来的第一任斯特德布鲁克伯爵）委托詹姆斯·怀亚特建造一座新大厅，距离第二个大厅前面100码（91），周围都是汉弗莱·雷普顿设计的公园绿地。  1858 年，第二代伯爵的妻子奥古斯塔·博纳姆指示建筑师爱德华·巴里为其赋予维多利亚时代的光彩.这座建筑由卢卡斯兄弟完成，是一座令人印象深刻的建筑。
这座大厅于 1953 年被第四代斯特德布鲁克伯爵拆除，尽管他的兄弟（后来的第五代伯爵）试图保持房屋完好无损。一堵墙仍然存在，饰带描绘了美洲原住民与熊的搏斗。  
曾经在庄园内经营的马磨坊是萨福克郡仅有的两家磨马厂之一。现在保存在斯托馬基特的东安格利亚生活博物馆。

## 展示
第四代伯爵于 1983 年去世，他的兄弟成为第五代伯爵仅四天后也去世了。 罗伯特·基思·劳斯——当时是澳大利亚的一名商人和牧羊人——随后继承了汉纳姆并成为第六代斯特德布鲁克伯爵。然而，这并非一帆风顺，一场旷日持久的法庭争斗导致了家庭不和。 

## 活动和其他用途

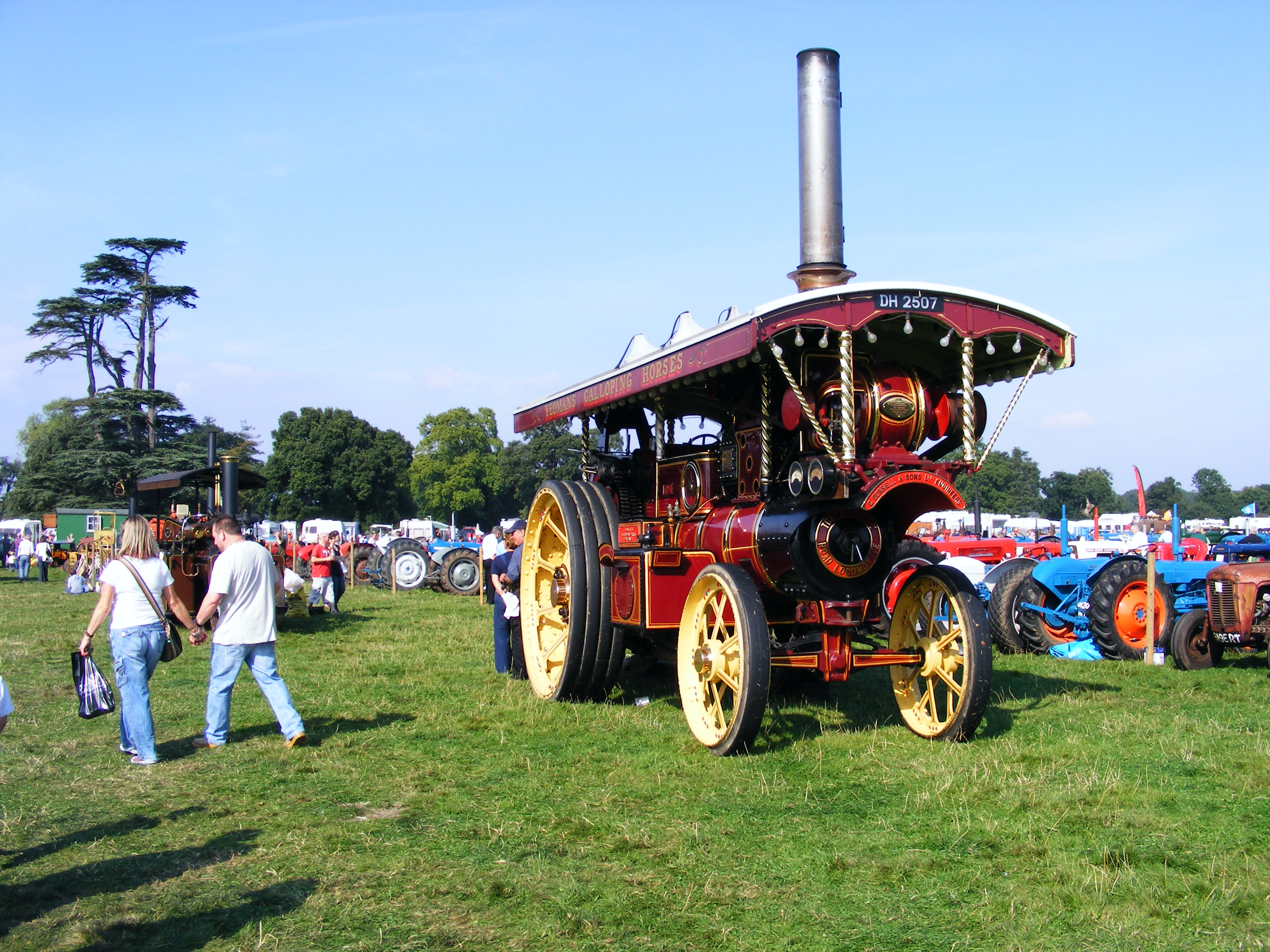
2008年汉纳姆蒸汽拉力赛上的蒸汽机

该庄园不仅是一个运营中的农场，还举办了“翅膀和轮子展览会” 和“大汉纳姆蒸汽拉力赛“。每年七月，它都会举办Latitude节日 ，这是一年一度的音乐、邀请4万人参加音乐、戏剧和喜剧表演。庄园内还设有一家酿酒厂和一些民宿，同时还有一系列的徒步旅行路线可供选择。 

## 外部连结
- 官方网站
- Henham Park 100 miles from London — Milestones Web